# Aeroporto di San Paolo-Guarulhos-Governatore André Franco Montoro
L'Aeroporto di San Paolo-Guarulhos-Governatore André Franco Montoro (IATA: GRU, ICAO: SBGR) (nome commerciale in portoghese: Aeroporto Internacional de São Paulo/Guarulhos - Governador André Franco Montoro), precedentemente noto anche come Aeroporto di Cumbica, è un aeroporto brasiliano, il principale scalo aeroportuale di San Paolo situato a circa 25 km dal centro della metropoli, nella città di Guarulhos. La struttura è intitolata dal 28 novembre 2001 all'avvocato André Franco Montoro, (1916-1999), Governatore dello Stato di San Paolo dal 1983 al 1987.
Oltre ad essere il principale aeroporto del Brasile, è anche il maggiore aeroporto del Sud America e dell'America Latina per traffico passeggeri e il 37° scalo mondiale per il traffico merci. Dispone di 260 banchi per il check-in, a disposizione per 39 compagnie aeree brasiliane ed internazionali, che lo collegano a 28 paesi stranieri e ad oltre 100 scali all'interno del territorio brasiliano.
La Linea 13-Jade della Rete di Trasporto Ferroviario Metropolitano di San Paolo si collega con l'aeroporto tramite la stazione Aeroporto-Guarulhos. Un'unica tariffa consente l'accesso a tutte le linee del sistema della Metropolitana di San Paolo. Questa linea ha iniziato le sue operazioni il 31 marzo 2018. Ciò rende l'aeroporto internazionale di San Paolo/Guarulhos (GRU) il primo tra i principali hub aeroportuali sudamericani (come l'Aeroporto Ministro Pistarini (Buenos Aires-Ezeiza), l'Aeroporto Arturo Merino Benítez (Santiago del Cile), l'Aeroporto Jorge Chávez (Lima), l'Aeroporto El Dorado di Bogotà e l'Aeroporto Internazionale di Rio de Janeiro-Galeão) a disporre di un collegamento ferroviario diretto.

## Dati tecnici
L'aeroporto è dotato di due piste in asfalto lunghe 3 000 e 3 700 metri, l'altitudine è di 750 metri/2 461 piedi, con orientamento delle piste rispettivamente RWY 09R/28L e 09L/28R, la frequenza radio 131.025 MHz per la torre di controllo, circuito normale. L'aeroporto è gestito da Invepar-ACSA ed è aperto al traffico commerciale.
Ha una estensione pari a circa 14 km², dei quali 5 km² ospitano l'infrastruttura aeroportuale, inclusi i due terminal (TPS1 e TPS2) ed il sistema di strade veloci. Sono inoltre in progetto due nuovi terminal (TPS3 e TPS4) ed una nuova superstrada, accanto alle due esistenti.